# Laridé
Il laridé o ridée è una danza tradizionale francese.

## Descrizione
Il termine indica una serie di ronde bretoni ballate in modo diverso a seconda delle zone e dei paesi. L'etimologia è legata all'intercalare laridè (laridenn in lingua Brezhoneg, equivalente al nostro tra la la) che accompagna la strofa cantata durante il ballo per cui ballare in laridè significa danzare con le canzoni.
A sei o otto tempi le ridée o laridè tradizionali erano ballate da un cerchio di ballerini che si muove in senso orario. 
Oggi il laridè viene danzato da una catena di ballerini che si tengono per i mignoli, muovendosi in senso orario, alternando i movimenti del passo con quelli delle braccia, che vanno verso il basso quando ci si sposta e in avanti quando ci si ferma. Simile all'an Dro se a otto tempi e all'hanter dro se a sei.